# Luigi Pieroni
Luigi Pieroni (født 8. september 1980 i Liège) er en belgisk tidligere fodboldspiller, der gennem karrieren spillede for blandt andet RSC Anderlecht i hjemlandet samt franske AJ Auxerre og RC Lens.
Luigi Pieroni startede karrieren i Standard Liège, hvor han var tilknyttet 1996-1999 uden dog at spille en eneste kamp for klubbens førstehold. Derefter skiftede han til ærkerivalerne fra RFC Liège, hvor han i perioden 1999-2003 opnåede at spille 104 kampe og score 30 mål. I sæsonen 2003-2004 spillede han i R.E. Mouscron, hvor han med sine 28 scoringer i 30 klubkampe blev suveræn topscorer i ligaen.
Denne succes bragte ham til AJ Auxerre i den franske liga, hvor det i årene 2004-2007 blev til 20 scoringer i 75 kampe for den nordfranske klub. Derefter gik hans karriere så småt ned ad bakke. Ligeledes i 2007 blev det efterfølgende til 14 kampe og en enkelt scoring for FC Nantes, hvorefter han vendte til RC Lens, men der opnåede han blot at spille en enkelt kamp for klubben, inden han så ved årsskiftet 2007-2008 blev udlejet til Anderlecht.